# عزلة يامن (ريمة)

تعديل مصدري - تعديل

عزلة يامن هي إحدى عزل مديرية كسمة في محافظة ريمة اليمنية ويبلغ تعداد سكانها 11298 نسمة حسب التعداد السكاني في اليمن لعام 2004.
وتتميز بالجبال المطرزه بالمدرجات الزراعيه والبناء القديم

## روابط خارجية
- الجهاز المركزي للإحصاء بالجمهورية اليمنية
- المركز الوطني للمعلومات باليمن
- World Gazetteer:Yemen
- الدليل الشامل